# Zanaka (album)
A Zanaka a francia Jain énekesnő első albuma, 2015. november 6-án jelent meg. A „Zanaka” madagaszkári nyelven azt jelenti „gyerekek”, ezzel tiszteli meg édesanyját, aki francia-madagaszkári származású.

## Kislemezek
A „Come” és a „Makeba” című kislemezek 2015. május 11-én és 2016. szeptember 16-án jelentek meg.

## Számlista
| 1.    | Come             | 2:42 |
| 2.    | Heads Up         | 3:31 |
| 3.    | Mr Johnson       | 3:03 |
| 4.    | Lil Mama         | 2:38 |
| 5.    | Hope             | 3:14 |
| 6.    | All My Days      | 3:47 |
| 7.    | Hob              | 2:25 |
| 8.    | Makeba           | 4:09 |
| 9.    | You Can Blame Me | 3:45 |
| 10.   | So Peaceful      | 3:59 |
| 33:13 |                  |      |

## Toplisták
| Ország        | Slágerlistás helyezés |
| ------------- | --------------------- |
| Franciaország | 5                     |
| Belgium       | 4                     |
| Svájc         | 17                    |
| Olaszország   | 74                    |

## Fordítás
- Ez a szócikk részben vagy egészben  a   Zanaka című francia Wikipédia-szócikk fordításán alapul.  Az eredeti cikk szerkesztőit annak laptörténete sorolja fel. Ez a jelzés csupán a megfogalmazás eredetét és a szerzői jogokat jelzi, nem szolgál a cikkben szereplő információk forrásmegjelöléseként.